# Valentín Elizalde
Valentín Elizalde Valencia, ps. El Gallo de Oro (ur. 1 lutego 1979, zm. 25 listopada 2006) – meksykański piosenkarz. Jego największe hity to: „Vete Ya”, „Ebrio de Amor”, „Vete Con Él”, „Vuelve Cariñito”, „Cómo Me Duele”, „Vencedor”, „Mi Virgencita” i „Soy Así”. Niektóre z jego piosenek nosiły miano tak zwanych „narcocorridos” (ballad narkotykowych). Pochwalały one działalność meksykańskich karteli narkotykowych, a także ich przywódców, takich jak Vicente Carrillo Fuentes.
Został zamordowany w zasadzce, zorganizowanej prawdopodobnie przez członków meksykańskiej grupy przestępczej Los Zetas. Z racji tego, iż poniósł śmierć mając zaledwie 27 lat, należy do tzw. Klubu 27 – listy muzyków, którzy z różnych przyczyn zmarli w tym wieku.

## Życiorys
Valentin Elizalde urodził się w Jitonhueca w gminie Etchojoa w stanie Sonora. Następnie przeniósł się do Guadalajary w stanie Jalisco, ostatecznie jednak zamieszkał w Guasave w stanie Sinaloa razem z ojcem, Everardo „Lalo” Elizalde Garcią (również piosenkarzem) i braćmi.
Jego ojciec zginął w wypadku samochodowym, do którego doszło w 1992 roku na tak zwanym „Zakręcie śmierci” w mieście Villa Juárez. Z kolei była żona Elizaldego, Blanca Vianey Durán Brambila, została zamordowana 20 czerwca 2016 roku w Cajeme.

## Morderstwo
25 listopada 2006 roku samochód piosenkarza został ostrzelany wkrótce po koncercie w mieście Reynosa. Elizalde zginął na miejscu wraz ze swoim szoferem i jego asystentem. Powszechnie uważa się, że Valentin został zabity z powodu wykonania piosenki „A Mis Enemigos”.

## Następstwa
W 2007 roku Valentin został pośmiertnie nominowany do nagrody Grammy.